# زمین‌لرزه ۱۹۹۵ یونان
زمین‌لرزه یونان  در تاریخ ۱۵ ژوئن ۱۹۹۵ میلادی، برابر با ‎۲۵ خرداد ۱۳۷۴، ساعت ۰:۱۵:۴۸ به زمان یوتی‌سی در یونان رخ داد. ژرفای این زلزله ۲۶٫۸ کیلومتر بود، و بزرگی آن ۶٫۵ در مقیاس Mw اعلام شده‌است. زمین‌لرزه به وقت محلی در روز پنج‌شنبه، ساعت ۲ روی داده و منطقه زمانی آن یوتی‌سی +۲ بوده‌است (با لحاظ تغییر ساعت تابستانی).
سازمان زمین‌شناسی آمریکا نیز رومرکز این زمین‌لرزه را در مختصات ۳۸°۲۴′۰۴″شمالی ۲۲°۱۶′۵۹″شرقی / ۳۸٫۴۰۱°شمالی ۲۲٫۲۸۳°شرقی و ژرفای آنرا در ۱۴ کیلومتر گزارش کرده‌است. بزرگی برگزیدهٔ این سازمان از میان بزرگیهای محاسبه‌شدهٔ مختلف ۶٫۵ در مقیاس Mw بوده و از دید اثر، در میان چهار دسته‌بندی «نامحسوس»، «محسوس»، «زیان‌آور» یا «با تلفات»، زلزله را «با تلفات» اعلام کرده‌است.
پروژهٔ «تنسور گشتاور مرکزوار» زاویه‌های (راستا، شیب، ریک) گسل سازندهٔ زمین‌لرزه و صفحه عمود بر آنرا (°۲۶۵، °۴۳، °۱۰۳-) یا (°۱۰۲، °۴۸، °۷۸-) و نوع گسل را «عادی» فرارسانده‌است.
شمار کشتگان زلزله حدود ۲۶ نفر بوده‌است.تعداد زخمیان ۶۰ نفر برآورده شده‌است.بی‌خانمان شدگان نیز ۶۳۰۰ نفر اعلام شده‌است.